# В'язовка (Аургазинський район)
В'язовка (рос. Вязовка, башк. Вязовка) — присілок у складі Аургазинського району Башкортостану, Росія. Входить до складу Меселинської сільської ради.
Населення — 37 осіб (2010; 25 в 2002).
Національний склад:
- чуваші — 64%
- росіяни — 32%